# Johann Georg Berger
Johann Georg Berger (15. dubna 1739 Ladendorf – 17. února 1810 Praha) byl významný severočeský soukenický průmyslník.
S podnikáním začínal v Praze, až později se přesunul do Liberce, kde působil jako obchodník s plátnem. Protože se mu obchody dařily, koupil v roce 1790 v Liberci pozemek, na němž postavil obytný dům a obchod s textilem, dováženým pivem, vínem a lihovinami. V dalších letech chtěl Berger přejít z prodeje textilu na jeho výrobu, ale z počátku mu to nebylo umožněno cechem libereckých soukeníků. Povolení dostal až v roce 1796 a to na výrobu i barvení textilu a dále usiloval o povolení k výstavbě továrny, které dostal roku 1798.
Na jeho libereckém pozemku už nebyla možnost rozšiřování a proto se Berger přesunul do Starého Habendorfu (dnešní Stráže nad Nisou), kde už dříve koupil bělidlo a valchovnu. Tyto podniky zmodernizoval a koupil další pozemky okolo nich, aby zde mohl postavit továrnu. Pak se mu ale naskytla nabídka koupě jedné z budov panského dvora v centru obce a tam po její opravě přesunul veškerou výrobu i obchod z Liberce. Přitom stavěl i továrnu na pozemcích okolo bělidla, kam později nechal z Holandska dovézt první spřádací, postřihovací a mykací stroje. V roce 1804 pak byl v této továrně zapojen první parní kotel v Čechách, využívaný k parnímu barvení a úpravě látek.
V dalších letech pak Berger zřídil průmyslovou výrobu suken v Praze a tam také 17. února 1810 zemřel. Jeho ostatky byly převezeny do Starého Habendorfu, kde byl pohřben na hřbitově u kostela sv. Kateřiny.